# Киприя (посёлок железнодорожной станции)

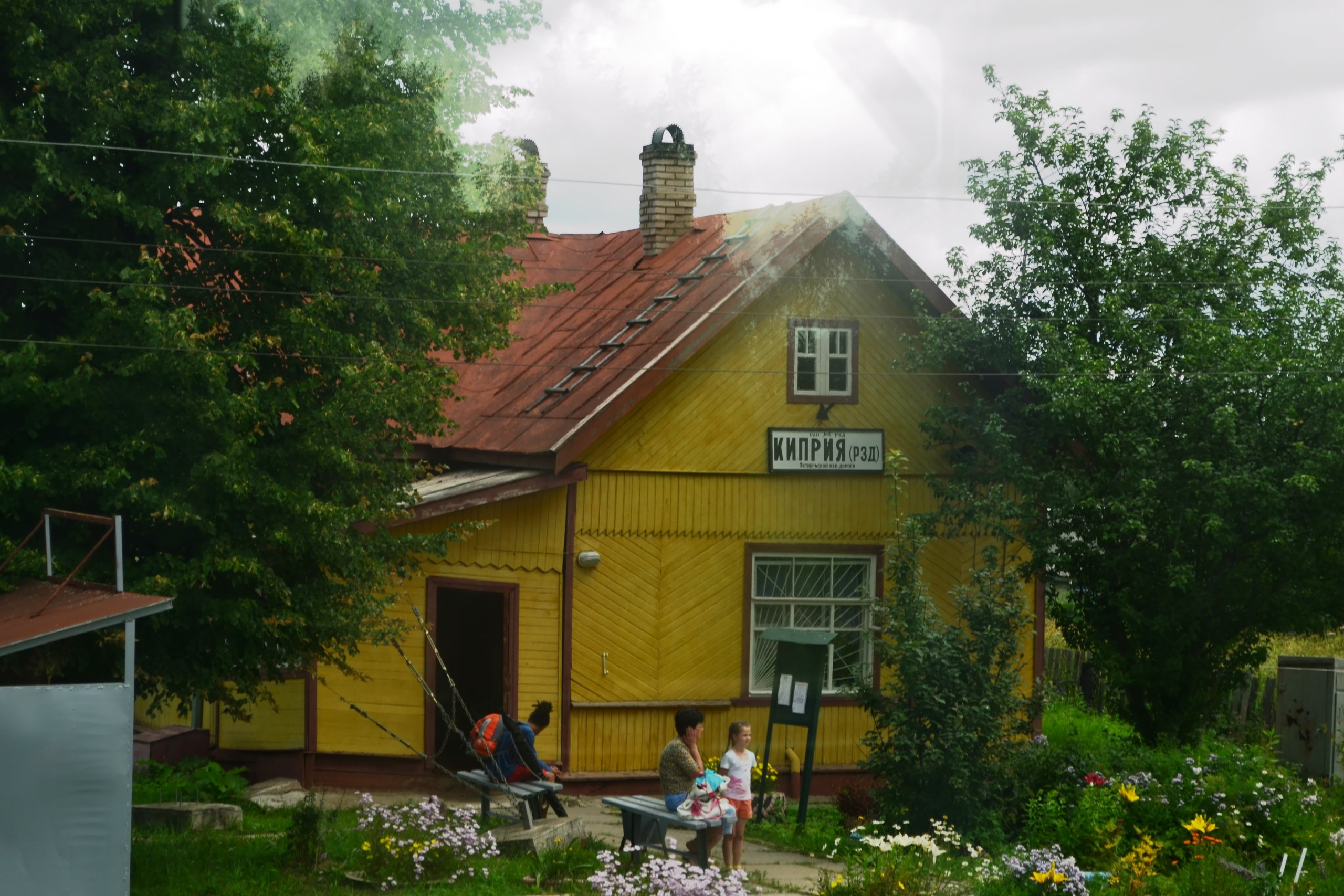
Вокзал станции Киприя

Киприя — железнодорожная станция в Хвойнинском муниципальном округе Новгородской области.

## География
Находится в северо-восточной части Новгородской области на расстоянии приблизительно 39 км на запад-северо-запад по прямой от районного центра Хвойная.

## История
Прокладка железной дороги Петроград — Мга — река Волхов — Рыбинск закончилась к 1919 году. Станция Киприя официально открыта в 1936 году. До 2020 года входила в Анциферовское сельское поселение.

## Население
Численность населения: 45 человек (русские 93 %) в 2002 году, 25 в 2010.